# Tower (Cork)
Tower es una localidad situada en el condado de Cork de la provincia de Munster (República de Irlanda), con una población en 2016 de 3421 habitantes.
Se encuentra ubicada al suroeste del país, a poca distancia de la ciudad de Cork y de la costa del océano Atlántico.